# Sibylle von Anjou

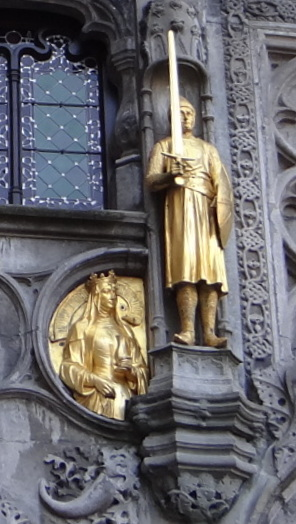
Darstellung von Sibylle von Anjou neben Dietrich von Elsass an der Fassade der Heilig-Blut-Basilika in Brügge

Sibylle von Anjou (* um 1112; † 1165 in Bethanien) war eine französische Adlige und durch Ehe Gräfin von Flandern.

## Leben
Sie war eine Tochter des Grafen Fulko V. von Anjou aus seiner ersten Ehe mit Ermengard von Maine. 
1123 heiratete sie Wilhelm Clito, Sohn des Robert Kurzhose, Herzog der Normandie. Sibylle brachte die Grafschaft Maine in die Ehe, die 1124 aus Gründen der Blutsverwandtschaft annulliert wurde. Die Annullierung wurde von Papst Honorius II. auf Geheiß von König Heinrich I., Wilhelms Onkel, durchgeführt. Fulko stellte sich dagegen und stimmte nicht zu bis Honorius ihn exkommunizierte und ein Interdikt über Anjou legte. Sibylle begleitete daraufhin ihren verwitweten Vater ins Heilige Land, wo er Melisende, die Erbin des Königreiches Jerusalem, heiratete und 1131 selbst dort König wurde. 1139 heiratete sie Dietrich von Elsass, den neuen Grafen von Flandern, der auf seiner ersten Wallfahrt ins Heilige Land war.
Sie kehrte mit ihrem Ehemann nach Flandern zurück. Während 1147 bis 1150 Dietrich auf dem Zweiten Kreuzzug war, regierte die schwangere Sibylle das Land. Balduin IV., Graf von Hennegau nahm die Gelegenheit wahr und griff Flandern an, aber Sibylle schlug zurück und fiel plündernd ins Hennegau ein. Im Gegenzug verwüstete Balduin Artois. 1151 schloss Balduin schließlich Frieden mit Dietrich, als dieser zurückgekehrt war.
1157 reiste Sibylle mit Dietrich auf seiner dritten Wallfahrt, wollte aber nach der Ankunft in Jerusalem nicht mit ihrem Mann zurückkehren. Sie wurde eine Nonne im Konvent von St. Lazarus in Bethanien, wo ihre Stieftante, Ioveta von Bethanien, Äbtissin war. Ioveta und Sibylle unterstützten ihre Stiefmutter, Königin Melisende, und beeinflussten die Kirche. Insbesondere nach Melisendes Tod erlangte sie als Halbschwester der Könige Balduin III. und Amalrich I. eine einflussreiche Position in der Jerusalemer Königsfamilie. Sibylle starb 1165 in Bethanien.

## Nachkommen
Mit Dietrich hatte sie sechs Kinder:
- Philipp von Elsass († 1191), Graf von Flandern, Vermandois und Valois
- Matthäus von Elsass († 1173), Graf von Boulogne
- Margarete († 1194), Gräfin von Flandern und Hennegau, ⚭ I) 1160 Rudolf II. von Vermandois und Valois († 1167); ⚭ II) Balduin V. von Hennegau
- Gertrude († 1186), ⚭ I) 1155 Humbert III. († 1189), Graf von Savoyen, geschieden vor 1162; ⚭ II) nach 1158 Hugo III. von Oisy († 1189), Kastellan von Cambrai
- Matilda († 1194)
- Peter († 1176), Bischof von Cambra